# Herbert Bings
Herbert Bings (* 20. September 1951 in Stolberg (Rheinland); † 4. Februar 2011 in Ecuador) war ein deutscher Schlagzeuger und Bandleader der Jazz- und Unterhaltungsmusik.

## Leben und Wirken
Bereits im Alter von vier Jahren trommelte er im Stolberger Spielmannszug von 1901. Neben einem Studium am Grenzland-Konservatorium Aachen, der heutigen Hochschule für Musik Köln – Abteilung Aachen, wurde er von Jeunesses Musicales International zu einer vierwöchigen Arbeitsphase (mit Konzerten, Rundfunk- und Plattenaufnahme) im Welt-Jugend-Symphonieorchester eingeladen. Im Rahmen seiner Wehrpflicht spielte er im Stabsmusikkorps der Bundeswehr, um dann als Zeitsoldat fast zehn Jahre in der Big Band der Bundeswehr unter Günter Noris zu arbeiten (dort war er an zahlreichen Plattenaufnahmen beteiligt). 1981 gründete er eine eigene Galaband, Five & Six, aus der dann das Orchester Herbert Bings entstand, das auch Howard Carpendale, Tony Christie und Roberto Blanco begleitete. Daneben spielte er im Bereich des Jazz mit den Gruppen von Paul Kuhn, Benny Bailey, Eugen Cicero, Mike Carr und Jon Eardley und im Unterhaltungsbereich mit Ady Zehnpfennig und in der Band von Heino. 1991 holte ihn Kurt Bong als Schlagzeuger in die hr-Bigband, an deren Produktionen und Plattenaufnahmen er seitdem beteiligt war. Zusammen mit dem Bassisten Sasha Teuber spielte er weiterhin die Drum-and-Bass-CD Bionic Base ein. Er trat auch mit dem Kabarettisten Rainer Bange, dem Jazz-Quartett Beyond the Limit und mit dem Gitarristen Jürgen Schwab regelmäßig auf.

## Diskographische Hinweise
- Lux Orchester (mit Karl Farrent,  Hans-Peter Salentin, Marc Godfroid, Heribert Leuchter, Leo Janssen, Günter Krause, Jürgen Sturm, Jan Knooren, Pinguin Moschner, Am Leidner, Jochen Schmidt)
- The European Jazz Guitar Orchestra (mit Louis Stewart, Doug Raney,  Frédéric Sylvestre, Maarten van der Grinten, Heiner Franz, Johannes Schaedlich)
- hr-Bigband Do It Again - Three Decades of Steely Dan, Fred Sturm (Ltg.), Ryan Ferreira (Git.)